# Strade di città
Strade di città è il primo album in studio del gruppo musicale italiano Articolo 31, pubblicato nel 1993 dalla Crime Squad.
Ristampato dalla Best Sound nello stesso anno, l'album ha venduto circa 90 000 copie in Italia; nel 2012 è stato incluso nella collana Tutta scena di TV Sorrisi e Canzoni con l'aggiunta di una traccia bonus.

## Descrizione
L'album parla della vita attraverso un rapping dalle rime graffianti e lo fa con pezzi di realtà quotidiana come Strade di città, Legge del taglione e Nato per rappare. Contiene Cantico errante di due D.J. notturni, in cui oltre a DJ Jad suona il fratello DJ Wlady.
Nei brani Fotti la censura e Pifferaio magico viene affrontato il tema della libertà: nella prima J-Ax si esprime riguardo alla libertà di parola, nella seconda riguardo alla libertà di agire e di pensare.
L'unico brano che riuscirà a ottenere un successo notevole è Tocca qui, realizzato in collaborazione con Lory Asson. Per Ti sto parlando, altro singolo estratto dall'album, è stato realizzato anche un video musicale.

## Tracce
1. Intro – 0:52
2. Strada di città (feat. Chief) – 3:51
3. Fotti la censura – 4:37
4. Cantico errante di due D.J. notturni (feat. DJ Wladimiro) – 2:48
5. Legge del taglione – 3:43
6. Ti sto parlando – 4:37
7. D.J. Jad – 5:11
8. Tocca qui (feat. Lory Asson) – 4:22
9. Solo per te – 6:06
10. Questo è il nostro stile – 4:53

Tracce bonus (CD, download digitale)
1. Pifferaio magico – 5:11
2. Nato per rappare – 4:46

Traccia bonus nell'edizione CD della raccolta Tutta scena
1. Il mio fuoco (Ferrante Reggae Mix)

## Formazione
Gruppo
- J-Ax – rapping
- DJ Jad – giradischi, programmazioni

Altri musicisti
- Andrea Mariotti – programmazione
- Chief – rapping (traccia 2)
- DJ Wladimiro – scratch (traccia 4)
- Mario Soraglia – tastiera (traccia 6)
- Lory Asson – rapping (traccia 8)
- Pierfrancesco Maestrini – chitarra (traccia 8)
- Andrea Mariotti – pianoforte (traccia 8), sassofono (traccia 9)
- Lo Greco Bros. – ritmica (traccia 10)
- Stefano Melani – organo Hammond registrato da Stefano Luigi - E. De Pascale allo studio Larione 10, Grassina (FI)

Produzione
- Franco Godi – produzione
- Umberto Zappa – registrazione, missaggio
- Ernesto De Pascale – missaggio